# Ceratozamia vovidesii
Ceratozamia vovidesii Pérez-Farr. & Iglesias, 2007 è una pianta appartenente alla famiglia delle Zamiaceae, endemica del Chiapas (Messico).

## Descrizione
È una cicade pachicaule con fusto in parte sotterraneo, non ramificato, lungo 15–85 cm, con catafilli tomentosi.
Le foglie, da 8 a 16, lunghe 124–188 cm, da erette a arcuate, sono disposte a corona all'apice del fusto e sono sorrette da un picciolo lungo 35–80 cm, armato di piccole spine; sono composte da 74-93 paia di foglioline lanceolate, lunghe 29–38 cm e larghe 7–14 mm, di consistenza coriacea, prive di venatura centrale, inserite su un rachide con asse spiraliforme, con fillotassi alterna nella porzione apicale della foglia e opposita nella porzione media e basale.
È una specie dioica, che presenta coni maschili fusiformi, eretti, peduncolati, giallo-verdastri, lunghi 40–50 cm, e coni femminili cilindrici, decombenti, verde-brunastri, lunghi 33–46 cm e larghi 7–10 cm, con macrosporofilli grossolanamente esagonali, lunghi 41–55 mm; sia gli sporofilli maschili che quelli femminili presentano all'apice le caratteristiche protuberanze cornee tipiche del genere Ceratozamia.
I semi sono ovoidali, lunghi 23–27 mm, ricoperti da un tegumento di colore inizialmente bianco-crema, che diviene bruno a maturità.
Il numero cromosomico è 2n = 16.

## Distribuzione e habitat
L'areale di C. vovidesii è ristretto ad una piccola zona della Sierra Madre de Chiapas, ad altitudini comprese tra 1000 e 1700 m.
L'habitat tipico è costituito dalle foreste di querce, ma cresce anche nella foresta pluviale tropicale.

## Conservazione
La IUCN Red List classifica C. vovidesii come specie vulnerabile.
La specie è inserita nella Appendice I della Convention on International Trade of Endangered Species (CITES)